# Pontederiàcies
Pontederiaceae és una família de plantes amb flor de l'ordre Commelinales.
Entre les espècies més conegudes cal destacar el jacint d'aigua (Eichhornia crassipes), planta aquàtica flotant que com a espècie invasora s'ha estès arreu dels tropics bloquejant rius i canals fins a esdevenir un obstacle per la navegació fluvial.
La Hydrothrix gardneri és una planta aquàtica submergida amb un pseudanti de dues flors.

## Gèneres
N'hi ha 9:
- Eichhornia Kunth
- Eurystemon * Heteranthera Ruiz & Pav.
- Hydrothrix * Monochoria C.Presl
- Pontederia L.
- Reussia * Scholleropsis H.Perrier
- Zosterella